# Volker Weispfenning

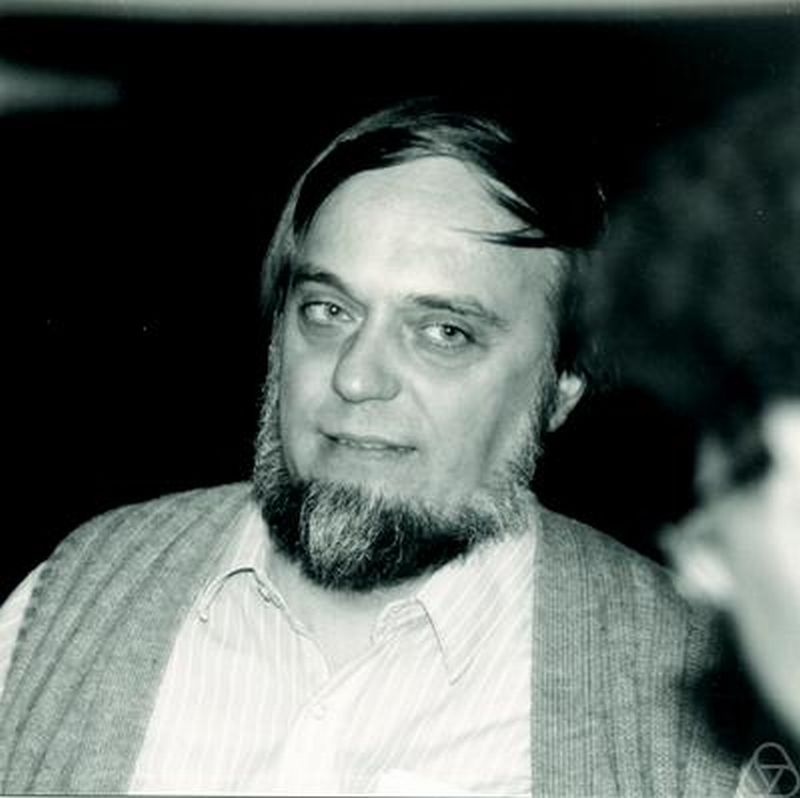
Volker Weispfenning (1988)

Volker B. Weispfenning (* 1944 in Frankfurt am Main) ist ein deutscher Mathematiker, der sich mit mathematischer Logik (Modelltheorie) und Computeralgebra befasst.

## Leben
Weispfenning studierte ab 1963 Mathematik an der Ruprecht-Karls-Universität Heidelberg, wo er 1968 sein Diplom machte und 1971 bei Peter Roquette promovierte. 1971 bis 1973 war er als Post-Doc an der Yale University und 1973/74 am Institute for Advanced Study. Ab 1974 war er Assistent und nach der Habilitation 1979 ab 1981 Professor an der Universität Heidelberg. Ab 1987 war er Professor an der Universität Passau, wo er 2007 emeritiert wurde. Er war Gastprofessor an der Yale University (1985) und der Universität Dortmund (1986). 1986/87 war er Heisenberg-Stipendiat. 1990–1993 war er Sprecher der Fachgruppe Computeralgebra der Deutschen Mathematiker-Vereinigung, der Gesellschaft für Angewandte Mathematik und Mechanik und der Gesellschaft für Informatik. Mit Thomas Becker verfasste er eine Monographie über die Gröbnerbasis. 

## Schriften
- mit Thomas Becker: Gröbner Basis, Springer 1993.
- mit D. Saracino (Hrsg.): Model Theory and Algebra, Springer, Lecturenotes in Mathematics, Bd. 498, 1975.
- mit J. Grabmeier, E. Kaltofen (Hrsg.): Handbook of Computer Algebra, Springer 2002.